# 2005年6月

## 6月30日
- 美军证实一支努干直升机在阿富汗被击落 BBC中文網（页面存档备份，存于）
- 日本农林水产省下令在该国东北地区扑杀10万只鸡以防禽流感扩散。 BBC中文網（页面存档备份，存于）
- 中華人民共和國國務院根據香港特別行政區行政長官曾蔭權提名，任命許仕仁為政務司司長。

## 6月29日
- 纽约州公布了经过重新修改的自由塔设计方案。新闻晨报
- 韩国正式要求日本归还100年前被日军掠走的北关大捷碑。新华网（页面存档备份，存于）
- 中国互联网上网人数超过1亿。 大纪元（页面存档备份，存于）
- 加拿大国会下议院通过同性婚姻法案。环球邮报（页面存档备份，存于）

## 6月28日
- 国际热核聚变实验反应堆確定於法國南部建造。 BBC中文網（页面存档备份，存于）
- 日本明仁天皇夫婦改變行程，參訪塞班島韓民紀念碑。 BBC中文網（页面存档备份，存于）

## 6月27日
- 伊朗新總統宣稱將堅持其核能政策。 BBC中文網（页面存档备份，存于）
- 属于维基媒体的部分维基百科网站开始升级MediaWiki1.5版本。 元维基（页面存档备份，存于）
- 日本明仁天皇夫婦前往美國託管的塞班島，悼念第二次世界大戰中在塞班島戰役陣亡的官兵。 臺灣蘋果日報 BBC中文网（页面存档备份，存于）
- 日本農林水產省證實東部一家養雞場爆發H5N1型禽流感疫情。香港文匯報
- 台灣學界發起全球華人保釣護漁大連署，抗議政府在台日漁權談判中立場軟弱。星洲日報（页面存档备份，存于） 東森新聞報（页面存档备份，存于）

## 6月26日
- 保加利亞反對黨社會黨贏得該國國會大選勝利。 BBC中文網（页面存档备份，存于）
- 南亞海嘯受災國舉行紀念儀式。 BBC中文網（页面存档备份，存于）
- 第6届亚欧财长会议在天津開幕。鳳凰網（页面存档备份，存于）
- 美國證實發現第二例瘋牛病後，台灣宣佈從即日暫停進口美國牛肉。 BBC中文網（页面存档备份，存于）
- 日本外務省承認，日前在中國廣州番禺導致有人受傷的毒氣彈，是侵華日軍遺棄的化學武器，日本政府對此表示遺憾，並向受害人致以慰問。

## 6月25日
- 獨聯體6国联合防空军事演习开始。鳳凰網（页面存档备份，存于）
- 聯合國派員阻止吉爾吉斯遣返鄰國烏茲別克難民。 BBC中文網（页面存档备份，存于）
- 日本进行了世界上最快的子弹火车试验。 BBC中文网（页面存档备份，存于）
- 2005年伊朗總統選舉第二輪投票結果揭曉，由極端保守派的前德黑蘭市市長馬哈茂德·艾哈邁迪內賈德當選。 BBC中文網（页面存档备份，存于）
- 雅虎決定關閉全球聊天室系統 中华日报

## 6月24日
- 美國宣布向台灣出售長程預警雷達系統。 BBC中文網（页面存档备份，存于）
- 世界原油价格上涨创纪录，突破每桶60美圆 BBC中文网（页面存档备份，存于）
- 欧洲大陆与南亞遭熱浪侵襲，南亞近400人死亡，葡西兩國遇旱災。成報 蘋果日報
- 因暴雨肆虐，中国22个省份遭受洪灾，受灾人口超过4430万，死亡536人。 台港兩地航班大受影響 RFA 中央社
- 香港新一任特首曾蔭權早上9時在中国總理溫家寶的監誓下，在人民大會堂正式宣誓就職。 同日，香港上環低窪地區水浸。

## 6月23日
- 日本東京高等法院駁回了下級法院給與二戰勞工劉連仁賠償的一審判決。 BBC中文网（页面存档备份，存于）
- 中国海洋石油总公司宣布以185亿美圆的现金价格竞购美国优尼科公司，这是迄今为止，中国企业收购外国公司中，交易金额最高的一笔。RFABBC中文网（页面存档备份，存于）
- 中国山西一兵工厂爆炸，威力巨大，方圆10里以外都感到震动，估计造成100多人受伤。 RFA

## 6月22日
- 美国向朝鲜提供5万吨紧急粮食援助 BBC中文网（页面存档备份，存于）
- 聯合國糧食及農業組織宣佈，新疆中部尉犁縣爆發新一輪口蹄疫，中国已經屠殺了261頭牛 RFA
- 美军一架U-2侦察机在阿富汗完成支援美军部队任务後在西南亚地区坠毁。 BBC中文网（页面存档备份，存于）
- 韩国国防部部长尹光雄为先前士兵枪击杀人案请辞。 BBC中文网（页面存档备份，存于）

## 6月21日
- 人类向太空发射历史上第一艘太阳帆飞船"宇宙一号" BBC中文网（页面存档备份，存于）
- 中国向联合国报告说新疆地区再爆禽流感，有128只鸭鹅受感染，63只死亡。在乌鲁木齐附近的昌吉市，近1千5百只家禽已被宰杀。目前没有人受到禽流感的感染。 RFA
- 美国参议院阻止了小布什任命有争议的约翰·博尔顿担任美国驻联合国大使的提名投票。 BBC中文网（页面存档备份，存于）
- 洛杉矶时报只建立了三天的维基形式社论站点Wikitorial，因为持续遭受恶意破坏而关闭。 MSNBC（页面存档备份，存于） BBC（页面存档备份，存于）

## 6月20日
- 越南总理潘文凯开始历史性的访美行程 RFA
- 日本首相小泉纯一郎启程访问韩国，两国在会上未能达成协议 BBC中文网（页面存档备份，存于） BBC中文网（页面存档备份，存于）
- 英国谢菲尔德大学首次用干细胞培育出原生殖细胞 BBC中文网（页面存档备份，存于）
- 在韩国蔚山召开的国际捕鲸委员会年会上，支持捕鲸的一方在投票中未能获得多数支持。 BBC中文网（页面存档备份，存于）

## 6月19日
- 纽约美孚原油每桶交易价达到57.27美元，价格可能破100美元。BBC中文冈（页面存档备份，存于）
- 洛杉矶时报建立维基形式的社论站点：Wikitorial。 Slashdot（页面存档备份，存于） Wikinews（页面存档备份，存于） LATWiki主页
- 又一艘台湾渔船被日本海上保安厅以非法捕鱼之名扣留。台湾军舰进入与日争议海域护渔 BBC中文网（页面存档备份，存于） BBC中文网（页面存档备份，存于）
- 一韩国士兵在涟川郡（Yeoncheon-gun）东北部的陆军兵营里疯狂扫射，至少打死8名共同服役的士兵。雅虎中国新闻
- 2005年F1美国站比赛上，由于米其林赛前出于安全问题向FIA提出的修改提议被驳回，7支米其林车队14部赛车一起回到维修站罢赛，只有六辆赛车参赛。 新浪（页面存档备份，存于）

## 6月18日
- 伊朗强硬派进入第二轮总统选举，两位对手分别是德黑兰市长马哈茂德·艾哈迈迪内贾德和前总统拉夫桑贾尼。 BBC中文网（页面存档备份，存于）
- 美国商务部公布最新数据显示，2005年第一季度经常账户赤字扩大至1951亿美元，创历史新高。 BBC中文网（页面存档备份，存于）
- 欧盟在布鲁塞尔举行的峰会未能就预算问题达成协议 BBC中文网（页面存档备份，存于）
- 美国国务卿赖斯开始中东之行，首站抵达耶路撒冷进行访问 BBC中文网（页面存档备份，存于）
- 东南亚最大风力电厂在菲律宾启用 BBC中文网（页面存档备份，存于）

## 6月17日
- 中華民國最高法院驳回中国国民党提出的2004年中华民国总统大选“当选无效”诉讼 BBC中文网（页面存档备份，存于）
- 欧盟首脑同意延长批准欧盟宪法期限 BBC中文网（页面存档备份，存于）
- 朝鲜领导人金正日突然與韩国统一部部长郑东泳舉行會談。 BBC中文网（页面存档备份，存于）
- 2005年伊朗总统选举开始。深圳热线

## 6月16日
- 印尼证实首例人类感染禽流感 BBC中文网（页面存档备份，存于）
- 美国和中国再次谈判试图就中国纺织品出口激增引起的贸易争端达成协议 BBC中文网（页面存档备份，存于）

## 6月15日
- 引起全美关注的女植物人特丽·夏沃的尸检结果公布，证实夏沃确实处于“永久性植物人状态”。新京报（页面存档备份，存于）
- 2005联合会杯在德国科隆举行。新华网 Archive.today的存檔，存档日期2013-04-28
- 2005年香港行政长官选举：曾蔭權在其他候選人未能取得足夠提名的情況下，自動當選新一任香港特首。

## 6月14日
- 英国政府宣布，将拨款2500万英镑开展碳埋存研究，以减少温室气体的排放量，遏制气候变暖。新华网 Archive.today的存檔，存档日期2013-04-28
- 牙买加选手阿萨法·鲍威尔在雅典进行的超级田径大奖赛上以9秒77打破了男子100米短跑的世界纪录。新华网（页面存档备份，存于）
- 前大宇集团总裁金宇中回韩国被捕。雅虎香港新闻

## 6月13日
- 一个美国天文学家小组宣布，他们在距地球15光年处宝瓶座的格里斯876恒星发现的一颗行星，是迄今发现的太阳系外行星中与地球最相似的，但这颗行星温度不适合已知的生命形式。新华网
- 欧盟委员会公布了一项详细的欧洲纳米技术发展战略，以确保欧洲在纳米技术研究与应用领域保持世界领先地位。新华网
- 国际原子能机构理事会一致同意现任总干事巴拉迪继续担任该机构总干事，任期为4年。从而成为该机构历史上第一位2次连任总干事的人。文汇报（页面存档备份，存于）
- 美国陪审团宣布迈克尔·杰克逊娈童案所有罪名均不成立。中国日报（页面存档备份，存于）

## 6月12日
- 科威特大学政治学女教师玛苏玛·穆巴拉克被任命为科威特计划和行政发展国务大臣，这是科威特有史以来的第一位女大臣。晨报网 （页面存档备份，存于）
- 伊朗西南部城市阿瓦士发生了一系列爆炸。伊朗国家电视台说，至少有八人死亡，三十多人受伤。BBC中文网（页面存档备份，存于） 新华网（页面存档备份，存于）
- 黎巴嫩议会大选第三轮投票结束，这是黎巴嫩在30年来第一次在没有叙利亚驻军的情况下举行选举。BBC中文网（页面存档备份，存于）
- 拳王迈克·泰森宣布退出拳坛。Wikinews（页面存档备份，存于） 新华网
- 世界银行行长沃尔福威茨抵达尼日利亚，开始了为期一周的首次非洲之行。BBC中文网（页面存档备份，存于）

## 6月11日
- G8工业国集团财政部长在英国伦敦达成減免贫困國家債務的协议。BBC中文网（页面存档备份，存于）
- 美国农业部宣布华盛顿州出现牛海绵状脑病疑似病例。Sina（页面存档备份，存于）
- 台灣媒體報道說，台灣彰化縣養鴨場的一些鴨蛋中檢驗出過量二氧芑（俗称），隨后已經下令收購鴨蛋銷毀，並撲殺了20853隻鴨。BBC中文網（页面存档备份，存于）

## 6月10日
- 欧盟同中国就未来三年中国对欧盟纺织品出口的增长达成协议。新華網（页面存档备份，存于）BBC中文网（页面存档备份，存于）鳳凰網（页面存档备份，存于）
- 中国又在新疆塔城宰杀3500只禽鸟以控制禽流感，世衛要求派專家到青海和新疆視察疫情 RFA RFA
- 玻利维亚国会接纳了总统辞职，最高法院院长宣誓成为临时总统。 BBC中文网（页面存档备份，存于）
- 日本山口縣光市一十八岁高中生向教室投掷爆炸物，五十三人受伤，一人伤势严重。路透社 新华网
- 2005年第一个大西洋的热带风暴在加勒比海西北部形成 Wikinews（页面存档备份，存于）
- 黑龙江省宁安市沙兰镇洪灾，至少97名学生、4名村民遇难，另有多人失踪。 SINA（页面存档备份，存于）

## 6月9日
- Google公司超越时代华纳成为全球最有价值媒体公司，市值超过800亿美圆 Wikinews（页面存档备份，存于） 路透社[] ABC
- 新版MSN工具条发布，附带桌面搜索与分页浏览。ZDNet TrustedReviews[] sina（页面存档备份，存于）
- 新疆出现禽流感，中国已经扑杀一万多只鹅 BBC中文网（页面存档备份，存于） 美国之音
- 英国外相和欧盟代表突访伊拉克首都巴格达 BBC中文网（页面存档备份，存于）
- 韩国针对台湾媒体“陈水扁要求韩国邀请他参加APEC”的报道拒绝陈水扁出席APEC会议，并称其怀有政治目的。Sina（页面存档备份，存于）

## 6月8日
- 日本片面擴張經濟海域，與台灣爆發漁業衝突，上百艘台灣漁船包圍日本巡艦。BBC中文网（页面存档备份，存于）
- 在埃塞俄比亚首都亚的斯亚贝巴因上月选举结果而引发的抗议活动中至少18人被打死。 BBC中文网（页面存档备份，存于） 卫报（页面存档备份，存于）
- 美国和挪威签署一项协议，允许美国军队继续在挪威领土储存军事器材。 美国之音
- 新加坡警方因其从事高风险买卖逮捕了中国航油公司的总裁陈久霖等四人 BBC中文网（页面存档备份，存于）
- 又一位名自称叫郝凤军的中国安全官员在澳大利亚叛逃，并在澳大利亚广播公司的电视节目中露面。澳大利亚移民局官员拒绝对有关报道发表评论。 RFA

## 6月7日
- 中國政府下令所有境內網站和部落格必需在六月三十日前完成登記。 英國衛報（页面存档备份，存于）
- 维基媒体及其所有子工程服务器成功进行搬迁，包括维基百科在内的相关站点下线十小时。 维基百科技术邮件列表存档[] Wikinews Latest News in Blogger.com
- 全球军费开支去年首次突破1万亿美元，美国独占47%。其次为英国、法国、日本和中华人民共和国。新华网（页面存档备份，存于） RFA[]
- 中华民国国民代表大会以赞成票超过四分之三通过修宪案，国民代表大会走入历史 BBC中文网（页面存档备份，存于）
- 中国大陆2005年高考首日，867万学子赴考，比去年增加144万人。各高校计划招生475万。新浪网（页面存档备份，存于）

## 6月6日
- 代号为“sarge”的Debian GNU/Linux3.1版发布。Debian官方网站日文页（页面存档备份，存于）
- 英国搁置欧盟宪法公投计划 BBC中文网（页面存档备份，存于）
- 台湾国民代表大会正式召开会议，开始审议立法院去年夏天通过的宪法修正案。
- 玻利维亚总统卡洛斯·梅萨辞职。新华网 Archive.today的存檔，存档日期2013-04-28美国之音
- 电影《蝙蝠侠:开战时刻》首映。新华网 Archive.today的存檔，存档日期2013-04-29
- 2005年苹果电脑全球开发者大会召开。Wikinews（页面存档备份，存于）
- 来自加拿大、美国和法国的科学家宣布研制出一种疫苗，可以防止猴子传染上埃博拉病毒和马尔堡病毒。 BBC中文网（页面存档备份，存于）
- 苹果电脑公司宣布其Macintosh系列计算机将改用Intel处理器。

## 6月5日
- 美洲国家组织大会在美国佛罗里达州劳德代尔堡开幕。美国国务卿赖斯在会上呼吁拉丁美洲国家推行民主制度。 新华网（页面存档备份，存于） BBC中文网（页面存档备份，存于）
- 瑞士选民以微弱多数批准了申根条约和都柏林公约，同时通过的还有承认同性关系合法。 BBC中文网（页面存档备份，存于） Wikinews（页面存档备份，存于）
- 印度与巴基斯坦开始天然气管道谈判 BBC中文网（页面存档备份，存于）
- 大赦国际批评美国在关塔纳摩湾海军基地、阿富汗以及其他地方无限期地拘禁“敌方战斗人员”。 美国之音
- 中国大陆南方地區普遍遭受洪災。鳳凰網（页面存档备份，存于）BBC中文網（页面存档备份，存于）
- 科威特打破传统成为波斯湾地区历史上首次任命妇女担任市政府成员的国家。 BBC中文网（页面存档备份，存于）

## 6月4日
- 上海合作组织承认印度、伊朗、巴基斯坦三国为准成员国。新京报（页面存档备份，存于）
- 机遇号在被困火星沙丘五周後，成功移出。NASA
- 香港数万人参加了纪念六四事件发生16周年的烛光晚会。 BBC中文网（页面存档备份，存于）
- 中国驻悉尼总领事馆政治事务一等秘书陈用林叛逃，并出席悉尼纪念六四集会。 BBC中文网（页面存档备份，存于） BBC中文网（页面存档备份，存于）
- 联合国大会主席提出了联合国改革方案。 BBC中文网（页面存档备份，存于）
- 美军公布了五起古巴关塔纳摩湾拘留中心的狱警没有妥善处理《可兰经》事件的细节。美国之音

## 6月3日
- 德国绿党架设维基以便所有人对2005年德国联邦选举贡献政党宣言 德国绿党维基 Spiegel online（德文）（页面存档备份，存于）
- 张俊雄接任台湾财团法人海峡交流基金会董事长 BBC中文网（页面存档备份，存于）
- 香港行政长官补选提名工作正式开始。BBC中文网（页面存档备份，存于）
- ICANN核准创建".XXX"作为成人网站新的专用互联网顶级域名 Wikinews（页面存档备份，存于）
- 联合国恳请世界各国共同对抗爱滋病全球蔓延 BBC中文网（页面存档备份，存于）
- 刚刚度过十九岁生日的西班牙小将纳达尔淘汰世界排名第一的费德勒，杀入法国网球公开赛决赛 新浪（页面存档备份，存于）

## 6月2日
- 中国公开表示扩大联合国安全理事会是危险的做法，可能导致联合国分裂，并且暗示可能会投否决票。 BBC中文网（页面存档备份，存于）
- NASA太阳帆通过第一次主要测试 Wikinews（页面存档备份，存于）
- 拉脱维亚议会以七十一票支持，五票反对，通过了欧盟宪法 BBC中文网（页面存档备份，存于）
- 台湾开始举行汉光21号军事演习。BBC中文网（页面存档备份，存于）
- 圣多美和普林西比总理达米昂·瓦斯·德阿尔梅达率领内阁全体成员辞职。新华网 Archive.today的存檔，存档日期2013-04-28

## 6月1日
- 继法国之后，荷兰成为第二个否决欧盟宪法的欧盟成员国。 新浪（页面存档备份，存于）
- 中华人民共和国宣布與諾魯斷交。 中央日報
- 保罗·沃尔福威茨出任世界银行行长，由于其强烈的鹰派背景，他的上任引起了许多国家的不满。雅虎中国[]
- 新加坡海峽時報首席中國特派員、香港市民程翔在北京因為間諜罪被捕，但後來中國外交部又把相關報導刪除。事件引起新加坡、香港及美國三地高度關注。 明報新聞網
- 日本首相小泉純一郎參拜靖國神社事件餘波未了。新加坡駐日本大使館被日本右翼份子騷擾。聯合早報網
- 日本五位前首相一同前往向日本眾議院議長河野洋平請求現任首相小泉純一郎要在參拜靖國神社的問題上克制。此外，另外三位前首相亦透過電話向河野洋平發表同樣的聲明。
- 香港一名西醫錯把抗血壓藥作胃藥處方與病人，導致三人死亡。事件引起香港再度討論“醫藥分家”。雅虎新聞
- 中國大陸落實送大熊貓與台灣。熊貓的名稱將會公開招募。雅虎新聞